# Đêm thứ mười hai

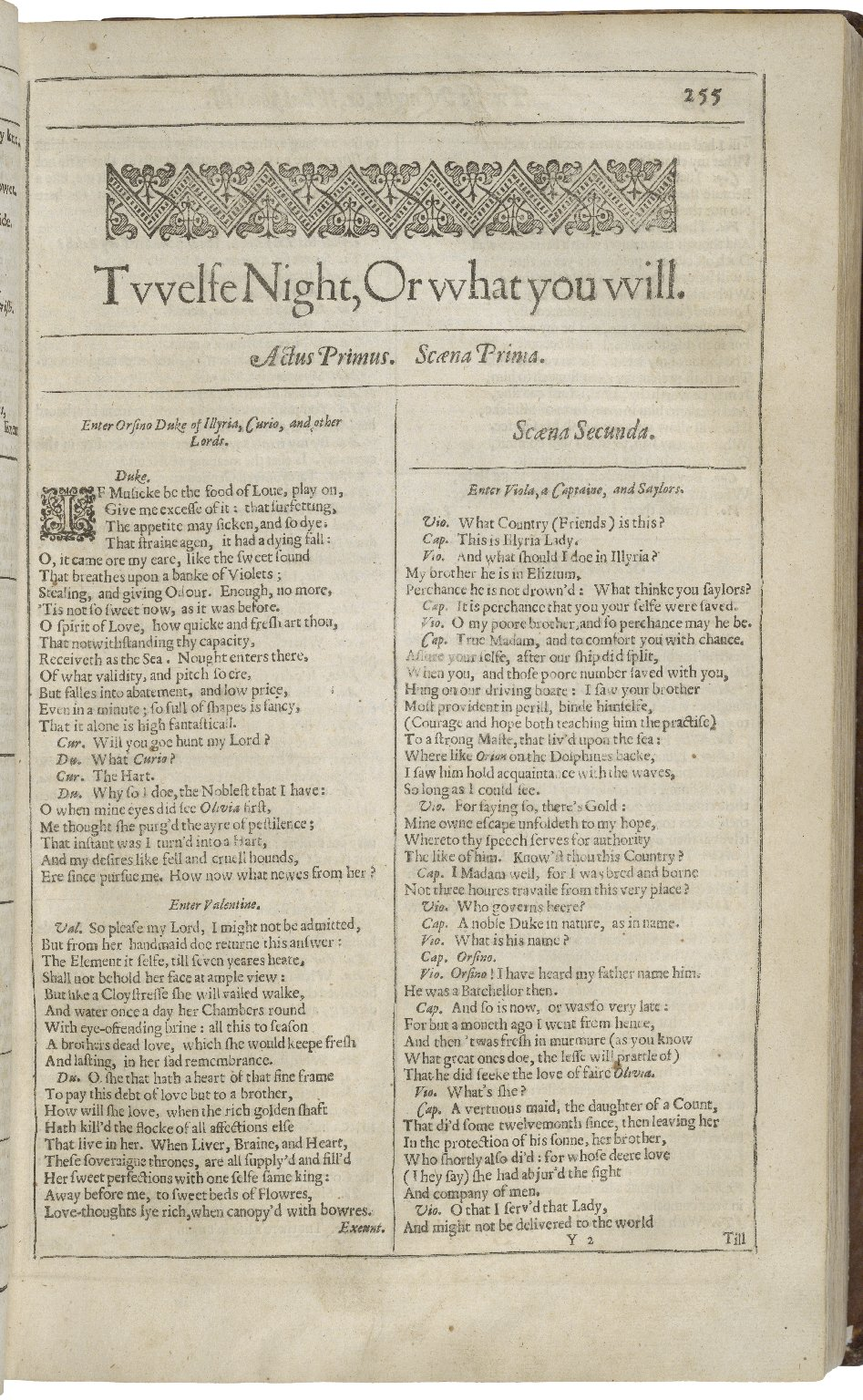
Đêm thứ mười hai trong tập First Folio phát hành năm 1623

Đêm thứ mười hai hay còn được gọi bằng tên đầy đủ là Đêm thứ mười hai, hoặc là bất cứ điều gì bạn muốn (tiếng Anh: Twelfth Night, or What You Will) là một vở kịch do William Shakespeare sáng tác. Đây là một vở hài kịch. Lần trình diễn trước công chúng sớm nhất đã được ghi lại của vở kịch này là vào năm 1602.

## Nội dung
Công tước xứ lllyria là Orsino đang yêu Nữ bá tước Olivia. Do đang trong giai đoạn bảy năm không hẹn hò với đàn ông vì cái chết của anh trai mình, cô từ chối Orsino. Trong khi đó, Viola bị đắm tàu ở Illyria nhưng cô đã được thuyền trưởng cứu. Cô mất liên lạc với người anh trai sinh đôi là Sebastian. Cô đã ăn mặc như một cậu bé và lấy tên là Cesario để có thể làm việc như một người trợ lý cho Orsino. Trong vai trò là trợ lý của Orsino, Viola được sai đem đến cho Olivia những bức thư tình. Viola kinh ngạc phát hiện ra rằng Olivia đã yêu cô (trong hình dạng một cậu bé) thay vì yêu Công tước Orsino. Ngoài ra, Viola cũng đã bắt đầu yêu Công tước.
Sebastian (người em sinh đôi của Viola, khi đó được cho là đã chết) đã lên được đất liền ở Illyria. Sebastian cho rằng Viola đã chết đuối trong vụ đắm tàu. Một người đàn ông tên là Antonio đã cứu anh bất chấp rủi ro cho bản thân, bởi vì Antonio đã từng chống lại Công tước. Trong khi đó, tại nhà của Olivia, Sir Toby Belch (anh họ của Olivia) đã lừa cho Sir Andrew Aguecheek ủng hộ hắn. Maria, người giúp việc của Olivia, đã tiếp tay cho Belch trong âm mưu này bằng cách viết một bức thư tình cho Malvolio khiến anh ta nghĩ rằng Olivia đã yêu anh ta. Malvolio bị lừa và ăn mặc điên cuồng như bức thư đã yêu cầu. Không biết đó là một trò đùa, nữ bá tước đã vô cùng kinh hoàng và cho tống giam Malvolio như một kẻ điên.
Belch cố gắng làm cho Sir Andrew đấu tay đôi với nhân vật "Cesario" của Viola khi cô ấy rời đi nhưng Olivia đã phải lòng Cesario. Viola và Sir Andrew chuẩn bị cho một cuộc đấu tay đôi mà cả hai đều không muốn xảy ra. Antonio can thiệp để bảo vệ Cesario, vì anh ta nghĩ rằng anh ta là người bạn Sebastian của mình, và bị bắt vì can tội chống lại Orsino. Olivia đã đính hôn với Sebastian. Viola vẫn không nhận ra Antonio. Trong khi đó, Olivia đã gặp và đính hôn với Sebastian.
Antonio được đưa đến trước Công tước để thẩm vấn, và Viola kể tất cả về cuộc đấu tay đôi. Antonio kể cho mọi người nghe anh ấy đã cứu "người đàn ông này" như thế nào. Sau đó, Olivia bước vào, tìm kiếm người chồng mới cưới của mình, người mà cô ấy nghĩ là Viola. Thêm vào sự nhầm lẫn này, Belch và Aguecheek cáo buộc rằng Viola/Cesario đã tấn công họ một cách thô bạo. Giữa lúc Viola đang phủ nhận cáo buộc đó thì Sebastian xuất hiện. Chị em nhận ra nhau và được đoàn tụ. Sebastian giúp giải thích sự nhầm lẫn về người nào đã đấu với ai và người nào đã kết hôn với ai.
Cuối cùng, Orsino và Viola yêu nhau. Olivia và Sebastian có một cuộc hôn nhân hạnh phúc, và Olivia rất giận Belch và Maria vì họ đã lợi dụng Malvolio, người đã thề sẽ trả đũa. Belch đồng ý kết hôn với Maria để bù đắp cho việc cô gặp rắc rối. Tất cả mọi người, trừ Malvolio bất hạnh, đều sống hạnh phúc mãi mãi. Orsino chào đón Olivia và Sebastian và nhận ra là mình đã bị Cesario thu hút. Orsino hứa sẽ cưới cô ngay sau khi cô ăn mặc như một người phụ nữ trở lại.